# Giannis Boutaris
Giannis Boutaris (græsk: Γιάννης Μπουτάρης, født 13. juni 1942 i Thessaloniki, død 9. november 2024 sammesteds) var en græsk virksomhedsleder og politiker. Han blev i 2011 valgt til borgmester I Thessaloniki, Grækenlands næststørste by, og genvalgt I 2014. Boutaris blev i udenlandske medier rost for sine politiske og økonomiske resultater i en for Grækenland ekstremt vanskelig tid, og blev i 2014 valgt som verdens 8de bedste borgmester.

## Baggrund og uddannelser
Han blev født ind i en velhavende familie, som ejede et af Grækenlands fineste, internationalt anerkendte vinfirmaer. Hans skolegang udfoldede sig på Aristoteles-universitetets eksperimenterende grundskole og siden på Kollegio Anatolia (også kendt som American College), begge i Thessaloniki.
Han blev uddannet i kemi ved Aristoteles-universitetet og i ønologi fra Athens vin-institut.
Fra 1969 til 1996 arbejdede han i familiefirmaet, Boutaris, i Naoussa lidt nord for Thessaloniki. I 1998 oprettede han sit eget vinfirma, Kir-Yanni.
Som ung var han tilknyttet KKE, Grækenlands kommunistiske parti.
Boutaris taler åbent om sin alkoholisme; han har ikke rørt alkohol i mere end 30 år.

## Politisk karriere
Han stillede første gang op til borgmester-valget i Thessaloniki i 2006 på en broget liste af småpartier og miljøbevægelser og fik på en tredjeplads 16% af stemmerne. Som borgmester valgte Nea Demokratias Vassilios Papageorgopoulos.
I 2010 blev han med 33,6% nr. 2 i første valgrunde efter NDs Konstantinos Gioulekas. I anden valgrunde mellem de to kneb han sig ind på førstepladsen med 50,15% mod Gioulekas' 49,84% svarende til et flertal på 300 stemmer.
I 2014 fik Boutaris i 2. valgrunde 58% mod udfordreren, ND Stavros Kalafatis, der fik 41,9%.

### Kontroverser
Tsipras-regeringen bad i 2015 Grækenlands kommuner om at sætte deres likvide kassebeholdninger ind på konti i landets statsbank, hvilket KEDE, kommunernes landsforening nægtede, med mindre en lov derom blev vedtaget. Boutaris gik imod strømmen og meddelte, at hans kommune ville gøre det. Han begrundede det således: "Vi gør ikke regeringen en tjeneste, men vi hjælper nationen." I samme forbindelse karakteriserede han regeringens adfærd som "komplet skør".